# Quitridiomicets
Els quitridiomicets (Chytridiomycetes) són una classe de fongs del fílum o divisió dels quitridiomicots (Chytridiomycota). Les seves espècies es troben en el sòl, l'aigua dolça i els estuaris salins.
Són fongs primitius i es coneixen ja del jaciment del Rhynie chert, de principis del Devonià, fa uns 400 milions d'anys.
Algunes espècie produeixen infeccions paràsites d'organismes com Daphnia i un gran nombre d'espècies amfíbies, entre d'altres.

## Taxonomia
En les classificacions més recents han estat redefinits per excloure'n els tàxons Neocallimastigomycota i Monoblepharidomycetes, els quals són ara un fílum i una classe germana respectivament. Inclou els gèneres Olpidiopsis i Hypochytrium a més del gènere tipus.
Inclou els següents ordres:
- Ordre Chytridiales
- Ordre Nephridiophagales
- Ordre Polyphagales
- Ordre Saccopodiales
- Ordre Zygophlyctidales
- Ordre Zygorhizidiales